# سیرکوت (تهیه‌کننده موسیقی)
هنری راسل والتر (به انگلیسی: Henry Russell Walter) (متولد ۲۳ آوریل ۱۹۸۶) که به طور حرفه‌ای با نام سیرکوت (به انگلیسی: Cirkut) شناخته می‌شود، تهیه‌کننده موسیقی و ترانه‌سرای کانادایی است. او از سال ۲۰۰۸ با تهیه‌کننده آمریکایی دکتر لوک و تهیه‌کننده سوئدی مکس مارتین در تولید و نوشتن تک‌آهنگ‌های موفق تجاری مشارکت داشته است. آثار او شامل آهنگ‌ها و آلبوم‌هایی برای هنرمندان برجسته از جمله کیتی پری، بکی جی، ایوا مکس،  نیکی میناژ، لیدی گاگا، آر سیتی،  د ویکند، کشا، سی‌یرا، پیتبول، بریتنی اسپیرز، مارون ۵، نی-یو، ریحانا، آدام لمبرت، بی. او. بی، مارینا دیاماندیس، ویل.آی.ام، جونگ کوک، کیگو، جوسی جی و دیگران است.
والتر تک‌آهنگ‌های بیلبورد داغ 100 شماره یک "بخشی از من" "غرش (ترانه)" و "اسب تیره (ترانه کیتی پری)" اثر کیتی پری، "توپ مخرب (ترانه مایلی سایرس)" از مایلی سایرس، "دختران شبیه تو" از مارون فایو و "استاربوی (ترانه)"  و «مردن برای تو (ریمیکس)» از د ویکند را نوشته و تولید کرد. او برنده جایزه گرمی برای بهترین آلبوم پروگرسیو آر اند بی در شصتمین مراسم جایزه گرمی برای کارش در دو آهنگ آخر، آلبوم مادر، استاربوی (آلبوم) شد. او در سال ۲۰۲۳ تک‌آهنگ "ایستادن کنار تو جونگ کوک را تولید کرد.